# Trichocerca musculus
Trichocerca musculus är en hjuldjursart som först beskrevs av Hauer 1937.  Trichocerca musculus ingår i släktet Trichocerca och familjen Trichocercidae. Arten är reproducerande i Sverige. Inga underarter finns listade i Catalogue of Life.